# サイバーナイト
『サイバーナイト』（CYBER KNIGHT）は、1990年10月12日に日本のトンキンハウスから発売されたPCエンジン用ロールプレイングゲーム。
人類が広く宇宙に進出した24世紀の銀河系を舞台に、「モジュール」と呼ばれる装甲服を纏った傭兵たちの冒険を描く。ゲームソフトの開発はコンパイルが担当。グループSNEがプロデュースに参加しており、安田均が監修、水野良がシステムデザイン、山本弘がシナリオ担当としてクレジットされている。また作中のメカニックデザインは大河原邦男が行っている。
1992年10月30日には、スーパーファミコン（以下、SFC）で移植版が発売された。また、後に直接の続編であるスーパーファミコン用ソフト『サイバーナイトII 地球帝国の野望』（1994年）が発売された。
PCエンジン（以下、PCE）版はゲーム誌『ファミコン通信』の「クロスレビュー」にてシルバー殿堂入りを獲得した。
本項では、ゲームソフトおよび角川スニーカー文庫から発売された小説版について解説する。

## 概要
ハードSF・RPGを謳ったゲームソフト。製作決定後、安田均・水野良のストーリー原案を元にしたプレストーリーを山本弘が執筆し、『マル勝PCエンジン』1989年9月号から1991年9月号まで掲載された。1990年7月号の連載第11回で第一部が終わり連載第12回からは第二部となっている。この作品はのち加筆修正され第1回から11回までを『サイバーナイト ドキュメント 戦士たちの肖像』と言うタイトルで文庫化されている。12回から24回までを大幅に加筆修正したものが漂流・銀河中心星域として上下巻で刊行された。
『マル勝PCエンジン』連載時は作者：山本弘とグループSNE、ストーリー：山本弘、メカニック解説：水野良、監修：安田均、イラスト：佐藤典司（コンパイル）となっていた。『マル勝PCエンジン』連載時と漂流・銀河中心星域ではストーリーが一部異なり、連載時に掲載されていた佐藤典司のイラストは刊行された本には収録されていない。『マル勝PCエンジン』連載時は毎号に佐藤典司の書いたモジュールのイラストが掲載されていた。また、読者企画として読者の考えたオリジナルモジュール募集を行い、三回にわたって読者の考えたモジュールが紙面に掲載された。
『コンプRPG』Vol2に『サイバーナイト』のカードゲームが収録されている。ゲームデザインは山本弘、カードのイラストは松浦まさふみ、この本が発売された時点ではスーパーファミコン版は発売前でPC-9801版も予定があることが書かれているが、発売はされていない。
この小説版『サイバーナイト』の後書きには「ストーリーの背景とゲームシステムの大枠をぼく（安田均）が、ストーリーの細部を山本弘が、ゲームシステムの細部を水野良が担当した」と記されている。また、「ストーリーおよびゲームシステムをグループSNEで作ってもらえないかと依頼された」とも書かれている。
ゲームシステムとしては水野が「シミュレーション性をゲームに大幅に取り込む」ことを狙っていたとされるほか、敵の装備を分析する形で自分たちの装備を強化するという手法もグループSNEのアイディアである。

## ゲーム内容
本ゲームのシステムや特性について解説する。

### 宇宙戦艦「ソードフィッシュ」
全編を通じて、プレイヤーキャラクターたちの行動は彼らの船である「ソードフィッシュ」号を中心とする。ゲームの流れは、船で目的の惑星に着陸し、船内の各施設を「移動」して準備を整えた後に「出撃」コマンドで船外に出発。任務を達成したら帰艦してふたたび別の星へ…という行動パターンを繰り返すことになる。
ブリッジ
艦橋。船の操縦を行う場所。操縦は、恒星系間を移動する「Lジャンプ」、恒星系の中で惑星を移動する「Sジャンプ」、および惑星の「離着陸」に分類される。
ラウンジ
会議や休憩に使われる場所。プレイヤーキャラクターのデータ閲覧や、出撃するメンバーの選抜はここで行う。
ラボ
研究室。倒した敵から回収したパーツをここで分析することで、新装備やモジュールの性能強化が行われる。成長の節も参照。
メディカル
医務室。負傷の治療やクローンによる蘇生を行う。作品中の用語の節の「クローン」も参照。「クローンコード」を用いてのセーブもここで行う。セーブはパスワード制だが、別売りのPCエンジン用バックアップユニットを使えば簡単セーブも可能。
ハンガー
武器保管庫。モジュールの整備と修理を行う。船外へ出るための「出撃」コマンドもここに置かれている。

### 能力
戦闘に参加するプレイヤーキャラクターの能力は、「体力」「知力」「素早さ」の三つの能力値と、取得している特殊技能を表す「スキル」、および「LP（ヒットポイントに相当する）」で表される。このうちレベルアップによって成長するのは「スキル」のレベルだけで、能力値の上昇および新スキルの獲得はない。したがって、初期段階での各人の特性がゲームの最後まで大きく影響することになる。
プレイヤーキャラクターたちが使用する装甲服「モジュール」は5種類が存在し、装甲の厚さや機動力、装備できる武器の種類がそれぞれ異なる。また、モジュールには着用者のLPとは別に「EP（耐久力）」が設定されている。ダメージや回復はLPとEPで別々に計上され、たとえEPがゼロになって戦線離脱しても着用者のLPが残っていれば（つまり生きていれば）、モジュールに応急修理を施してEPを回復させることで即座に戦線復帰できるようになっている。モジュールに装備できる武器は通常武器のほかに、強力だが弾数制限のある「オプション」、および敵の命中率を下げる防御機構「フィールド」があり、着用者の個性や敵の能力を含めて考慮した様々な装備バリエーションを選択可能。

### 戦闘
作戦行動中に敵と遭遇すると、6×6マスの「タクティカルボード」上での戦闘に移行する。各プレイヤーキャラクターは1ターン中に、ボード上での「移動」と、敵に対する「攻撃」を行える。攻撃手段は大別して、隣接した敵への「格闘」と、離れた敵への「射撃」の2種があり、あらかじめそれぞれの間合いに適した武器を装備しておかねばならない。もし敵が移動したために間合いが変わってしまったり、あるいは狙っていた敵個体を仲間が先に倒してしまった場合は、自動的に再選択（オートターゲット）が行われたりはせずに1ターンを空費してしまう。さらにZOCの概念もあり、敵に隣接されると射撃武器が使えなくなる。一方で、装備武器の変更は戦闘中でも自由に行えること、また敵の多くは格闘か射撃のいずれかに特化しており、間合い次第で危険度が大きく変わることなどから、敵の動きまで予想した戦術眼が要求される戦闘システムと言える。

### 成長
キャラクターは経験点を得ることでレベルアップし、それぞれのスキルが向上していく。経験点は「戦闘で相手を倒す」以外にも、「作戦中に負傷の治療やモジュールの修理を行う」、「倒した敵から有用なパーツを持ち帰る」、そして「任務を達成して帰艦する」ことでも獲得される。特に任務達成による経験点は、ほぼ確実にレベルアップするほどの高得点になっており、「使命を果たしてストーリーを進行させる」ごとにキャラクターの成長が促されるというテーブルトークRPG的なバランスになっている。
機械であるモジュールの性能は、着用者の経験値獲得では向上しない。戦闘後にランダムで、敵の残骸から再利用可能なパーツが発見されることがあるが、この「トレジャー（PCE版の呼称。SFC版では『ネオパーツ』）」と呼ばれる戦利品を船のラボへ持ち込むと、それを分析して得られた新技術によって新たな装備品の製造や、モジュールの改良による性能強化が行われる。

## 設定

### ストーリー
西暦2352年、人類は多数の恒星系に移住し、地球はすでに人類文明の中心ではなくなっていた。それぞれの恒星系は国家として独立し、国家間では戦争も度々起きていたため、戦場を渡り歩く傭兵の需要も高かった。本編に登場する宇宙戦艦「ソードフィッシュ」も、多数の傭兵たちによる戦闘部隊として、宇宙海賊の掃討に赴いたのである。しかし海賊からの反撃によって大きなダメージを受け追い詰められたソードフィッシュは、起死回生の手段として、座標計算を行わないランダムジャンプにより戦闘宙域からの脱出を図った。しかしこの決断により、ソードフィッシュは人類文明圏から2万8千光年も離れた、銀河中心部近くへと飛ばされてしまったのである。キャプテン以下大勢の乗員が死亡し、モジュール戦闘要員6名を含むわずか23名の生存者たちは、補給もままならぬ未知の宇宙で、生存と帰還の手段を求めた漂流を開始した。
銀河中心星域の旅を続けるソードフィッシュは、やがてこの周辺の生命を無差別攻撃する謎の戦闘機械群「バーサーカー」と度々交戦するようになる。バーサーカーとの戦いを通じて他の知的種族からの信頼を得ていったソードフィッシュは、彼らの間に伝えられる超知性「メンターナ」の伝承に着目。かつてメンターナとの接触に成功した古代帝国の遺産を探し出し、ついにメンターナとの接触に成功した。予想通りメンターナは、ソードフィッシュを人類圏へ送り返すだけの力を有していたが、現時点でそれを行えば、バーサーカーを人類圏へ呼び込んでしまうという事実も明らかになる。彼らが故郷へ帰るために、そして銀河の知的種族をバーサーカーの脅威から守るために、ソードフィッシュの傭兵たちは、バーサーカーの本拠地に最終決戦を挑むことになる。

### 作品中の用語
『サイバーナイト』の作品世界における用語について解説する。これらの多くは実在する科学技術の延長上にあるものとして設定されているが、あくまで架空のものであることに注意。
モジュール
いわゆるパワードスーツ。正式名称は「マスター・スレイブ・モジュール」で、主たる人間の動作を模倣し、その力を増幅するシステムの意。動力源にはモノポール反応炉が使われている。21世紀に惑星探査用として開発され、その後は作業用や軍事用、スポーツ用などに普及した。本編では、もっぱら軍事用のバトル・モジュールが扱われる。小型戦車並みの火力と歩兵の機動力を併せ持ち、予算的にも戦車より安価なバトル・モジュールは、22世紀に殖民惑星の反乱を鎮圧するため使用され、その威力を認められて急速に普及した。
モノポール反応炉
モノポールの陽子崩壊触媒作用を利用した動力源。超電導コイルでモノポールを封じ込め、その磁場を変化させることによってモノポールを振動させ燃料を陽子崩壊させて発生する熱をMHDや熱電対によって電力に変換する。燃料は理論的にはいかなる物質でも利用可能だが入手性や機械的制約などから水や大気を使用することがほとんどである。艦船に搭載する場合は反応室を開放し、大気や水を熱膨張させて放出し反動で推進するスクラムジェット・ロケット複合エンジンとしても利用される。この場合、大気圏内では航続距離はほぼ無制限となるが大気圏外では有限である。超長距離ジャンプなどで超電導コイルに異常電流が流れた場合、超伝導が破れモノポールを喪失してしまうが異星人の技術では超電導コイルのトポロジー構造を工夫することによって限界を向上させる事を可能にしている。モジュールに搭載できるほど小型化できるが人類の技術では大型昆虫サイズに搭載できるほどには小型化できていない。
ジャンプ・ドライブ
超光速航法を可能にする装置。ジャンプ・ドライブの名は「Junctures of Universal Multiplex Potential（宇宙複合ポテンシャル連接）」の略。最小の時間単位である1クロノーン（1000兆×1000兆×100兆分の一秒）の範囲では通常の物理法則が働かないという特性を利用し、モノポールによる磁場の振動を利用して瞬間的な超光速移動を実現する。「重力の強いところから弱いところへは飛べない」という特性があるため、通常は周囲の星から離れた場所で、到着地点の重力場を考慮した慎重な座標計算を経てジャンプする。安全にジャンプできる距離には限界があり、長距離を移動する際には飛び石のように恒星系から恒星系へジャンプを繰り返さなくてはならない。不十分な座標計算や限界距離以上のジャンプは出現場所が不確定となるジャンプ・ミスとなり、銀河中心のような巨大重力源の近くにジャンプ・アウトするものと予想されている。
クローン
24世紀には、通常の生育を経ずに直接成体クローンを製造する手法、そしてあらかじめ記録しておいた個人の記憶データをクローンの脳へ写すことで、記憶を含めて人間を複製する技術が確立している。ほとんどの場合、このようなクローンは倫理的・宗教的観点から製造が禁止されているが、傭兵業界においては傭兵の死亡率が高いこと、また経験豊富なベテラン傭兵の再雇用が難しいことから、傭兵が死亡した場合にはクローンでその傭兵を再生し、任務を続行させるという契約が半ば公然と行われている。なお、クローン体の年齢調整自体は自由に設定できるが、記憶のコピーは年齢に伴う生理的変化の影響のため、同年代の脳にしか写せない。このためクローンを使った若返りはできないとされている。また同一人物が複数居ると発狂する恐れがあるため「有能な傭兵を大量生産」と言う事も不可能とされている。ただしパイレーツの件（主人公と先代クローンの戦闘）を見る限り、お互いの存在を認識していなければ問題ない様ではある。
ゲーム中で死亡した場合はソードフィッシュ内でのクローン再生により復活出来るが、クローンに移す記憶データは出発前に取って置いたバックアップを使用する為、経験値は出発前の値になってしまう。また、物語冒頭のジャンプミスの際に記録データも破損したので、その直前に死亡した艦長等のクローン再生は行われていない。
またクローン再生されたからといって完全な同一人物というわけではなく、死亡以前は恋人関係にあった男女が、恋人関係となる前のデータからクローン再生された事で、関係を継続しなくなったという描写がある。

## 登場人物
本編の主要人物である戦艦ソードフィッシュの乗員、および銀河中心星域のさまざまな種族について解説する。ゲーム版では語られない小説版での設定もここで記述する。

### 「ソードフィッシュ」乗員
生き残った乗員は23人とゲームのOPと小説で説明されているが氏名が判明しているのは11名のみ、小説では整備員やオペレーターなど名無しのキャラが登場している。
ブレイド・ブライアント
本編主人公。キャラクタークラスはコマンダー（指揮官）。戦闘技術のスキルである「コンバット」を中心に、全てのスキルを平均的に持つ。ゲームでは名前が自由入力になっているが、ここでは便宜上、小説版の名前で記載している（続編の『地球帝国の野望』ではこの名前がデフォルトネームになっている）。
チームのキャプテンだったユーリ・ドニエプロフが海賊との戦いで戦死したため、指揮官代理となった。ランダムジャンプによって皆を未知の冒険へ引き込んだ責任を感じつつ、リーダーとしてソードフィッシュを統率する。
ゲーム版では若い容姿をしているが、小説版では30代から40代のベテラン傭兵と設定されている。但し、続編の『地球帝国の野望』の小説版では何故かゲーム版と同じく若い青年の姿になっている。
キリ・ザンジヌ
モジュール傭兵。クラスはソルジャー（戦士）。「コンバット」のスキルが非常に高い。また、ごく低レベルではあるが「メカニック」スキルも持つ。能力的に「素早さ」が高く、先手を取っての機動戦を得意とする。
チーム最年少の女戦士。生活のためにこの職についたと公言し、過酷な戦場にも適応しているが、一方で童話創作を好む面も見せる。恋愛経験がなく、恋愛によって自分が緊張や冷静さを欠き、戦士として衰えるのではないかと恐れている。彼女はネグロイド系なので肌の色が濃いはずなのだが、ゲーム版のグラフィックは製作元の「人種差別になる」との反論によって、心もち褐色がかっている程度に抑えられている。
クレイン・キューバート
モジュール傭兵。クラスはソルジャー。スキル構成はキリと同じだが、彼は「体力」が高く、スピードよりもタフさが売りになる。
アメリカ系の陽気なプレイボーイ。普段は軽口や際どいジョークでふざけているように見えるが、傭兵の矜持や仲間への義務感は心得ている男。
ヴィンド・ベルク
モジュール傭兵。クラスはメカニック（機械工）。「コンバット」スキルよりも「メカニック」の方が高く、主としてダメージを受けたモジュールの修理で活躍する。
寡黙で皮肉屋な大柄の男性。複数回のクローン再生経験を持ち、うち一人はニジーナと恋仲だったことがあるが、後に二人とも別々に死亡し、恋愛関係になる前の記憶データから再生されたため、二人とも当時のことは記憶にない。彼の外見グラフィックだけは、なぜかPCE版とSFC版で大きく異なる。
シャイン・リー
モジュール傭兵。クラスはサイエンティスト（科学者）。敵の残骸から有用なパーツを発見する確率が高まる「サイエンス」スキルを高レベルで持つ。
中国系の細身で温和な青年。理系の大学を出た経歴を持つインテリで、あだ名は「教授」。過去に麻薬常習者による交通事故で両親を失っており、麻薬に対しては強い怒りと嫌悪を示す。
ニジーナ・バリスコフ
モジュール傭兵。クラスはドクター（医者）。負傷者の応急処置に役立つ「メディック」スキルが高い。
ロシア系の理知的な女性。医師資格を持ち、軍医やクローン管理を勤めることもある。キリスト教徒であるため、自分の信仰とは無関係に「生命の創造者」がいるという情報に恐れを抱く。
ダグラス・C・デネット
科学技術セクション担当。MICAの設計者でもある。過去に地球の大学で教鞭を執ったこともある多才な人物。ゲーム版では名前が登場しない。
ヘルミナ・スロウベック
軍医。医務室で負傷者の治療とクローン再生装置の管理を行う。ゲーム版では名前が登場しない。
ガリー・ゲンチェル
技師長。ハンガーでモジュールの整備を担当する。ゲーム版では名前が登場しない。
MICA
ソードフィッシュのメインコンピュータ。名前はMachine Intelligence for Combat Adviceの頭文字から取っている。設計者であるデネット教授によって女性としての人格を与えられており、自己認識を確立している。
ゲーム中には、通信を介して戦闘時の分析と助言を行う。その他にも船内スタッフからの通信を仲介したり、個人的なメッセージを送ってくるなど、その通信内容は多彩。童話やファンタジーを好んでおり、敵のマシンや新発見の星に、これらの作品から引用した単語に基づくコードネームを付ける傾向がある。
ランス・マカリスター
小説版のみ登場。フリーランスのジャーナリストで、傭兵の実態を取材するためソードフィッシュに同乗していた。小説版は、彼の航海記録をもとにして作中世界で出版された著作物という設定になっている。モジュールを使ったスポーツの経験があり、本編後半では戦闘にも参加する。
異星人との交渉や情報収集で本領を発揮する。
レオ・モンタルチーニ
ソードフィッシュのパイロット、上巻150ページに一度だけ登場している。ゲームではジャンプドライブの時にパイロットとだけ表記されている。

### 銀河中心星域の住民
バーサーカー
本作品の敵役として登場する、自分たち以外の全ての生命を殲滅しようとする戦闘機械群。バーサーカーの名は、ソードフィッシュの乗組員たちが北欧神話のベルセルクから名づけたもので、フレッド・セイバーヘーゲンのバーサーカーについて直接の言及はない。
その正体は、メクハイブが行った有機生命体のシミュレーションの結果「しっぺ返し戦略」は有効ではないと結論して脱走したユニットの成長した姿。各個体に自我はなく、「クイーン」と称される中枢ユニットの自我によって全ての個体が統率されるという、種族全体がひとつの生物のような存在である。本編序盤では「異星人の侵略機械」と誤解されていたが、実際にはケイ素生物から進化した「侵略者そのもの」。一方バーサーカー側も、各個体が自我を持つという人類の性質を理解していない。侵略の過程で接触した生物の特性を分析し、そのデータに基づいた新型の機械を生産することはするが、これもいわば免疫のような反射的行動であって、相手の自我や個性を理解しているのとは異なる。
ファーワールド人
2092年にジャンプ事故で行方不明となった地球人の移民船「ユーロパ」乗員の末裔。事故によって銀河中心星域へ飛ばされた彼らは、そこで居住可能惑星を発見。その星を「ファーワールド」と名づけて住み着いた。しかし人類圏からの供給が受けられなかったために科学技術関連の物資が不足し、2352年現在では地球の20世紀レベルまで文明が後退している。ゲーム中には他にも、ユーロパから別の惑星探検のために着陸し、着陸船が故障してそのまま住み着いた結果、原始時代まで退行してしまった一団（クーゲル星系の惑星ジャンスの人々）が登場する。
小説版では「ユーロパ」に積み込まれていた農作物の種苗がいくつかジャンプ事故の際に失われ、ファーワールド産の植物で代用されているが、コーヒーだけは似たものがなかったため、地球から持ち込まれた映画などに登場するコーヒーの描写にあこがれを抱いている。そのため、ソードフィッシュに協力する見返りとして最も興味を抱いたのが、インスタントコーヒーであった。この取引にブレイドはマンハッタン島をわずかな金でに手に入れた歴史上の出来事と同じことをしたのでないかと罪悪感を抱いた。
パイレーツ
ソードフィッシュと同様に、地球圏からジャンプ事故で飛ばされた地球人で、異星人の艦を襲って生計を立てている。PCE版では単なる宇宙海賊としてその素性については深く触れられなかったが、小説版では戦闘中に（主人公一行と同じくジャンプミスで）行方不明となり死亡扱いになっていた傭兵部隊がその正体であり、指揮官は先代のブレイド（主人公のブレイドは、先代ブレイドが行方不明になった後に再生されたクローン）。構成員も全員ブレイドの旧友である。この設定はSFC版にも取り入れられている。
トレーダー族
二足歩行する猫のような姿の異星人（PCE版では頭部から直接足や尻尾が生えていたが、SFC版では人型のデザインになっている）。ワルドリング星系の小惑星ラーブンに建造したドームを拠点とし、第一次産業・第二次産業を持たず、交易に特化した文化を持つ。ゲーム中の彼らの会話は大阪弁で表現されている。
小説版では、彼らの持つ独特の文化がより詳細に描写されている。彼らの社会は大きな組織を持たず、個々人の「交換」の集積としてのみ存在する。その価値観は冷徹なまでに利益追求にこだわっており、「良い交換」のない相手はまったく相手にしない。一方で、強盗や殺人により交易を阻害されても、純粋に損害賠償を求めるだけで、見せしめや復讐としての刑罰が科されることはない。また、彼らの言語では「魚」という言葉が、利益や収穫を意味する比喩として多用される。
クジラ族
ランコッド星系の惑星ジャーゼラに住む、ピンク色をしたクジラそっくりの宇宙人。ジャーゼラは陸が極端に少ないため、地球のクジラのように陸棲を経た哺乳類ではなく、サメのような軟骨魚綱からの収斂進化であろうと作中で推測されている。
「歌」を重視する文化を持つ。小説版では、彼らの言語自体が強弱や速度の変化によって意味が変化する、音楽的な性質を持っていると説明されている。
ガライアン
ザンダー星系の惑星ガライスに住む種族。二足歩行するカエルのような姿をしている。かつて銀河中心星域に広い版図を持つ帝国を築いた種族。しかし帝国が滅亡して長い年月が経った結果、平穏と退屈を愛し、辺境の惑星で簡素な生活を営んでいる。戦い全般を野蛮なものとして否定し、バーサーカーとの戦闘にも一切関与しない。近接する星系には、退屈を嫌って異星の開拓に乗り出した分派「シークラン」が存在し、こちらは戦闘こそしないものの、その技術力で作られた武器や道具を提供してくれる。
『マルカツPCエンジン』連載の第24回（第2部第13回）では人口太陽が復活する話が登場しているが、小説版ではストーリーが異なり登場しない。
小説版ではシークランが人工太陽として利用していたマイクロブラックホールのみが描写されている。
ゴーディク人
セルイド星系の惑星ゴーディクに住む、両生類から進化した卵生人類。好戦的な性格で、他の星系へ侵攻可能な規模の宇宙艦隊を保有している。ゲーム中の彼らの発言は土佐弁で表現される。
小説版ではガライアンが登場しないこともあり、彼らが古代帝国の末裔であると語られる。帝国滅亡後の混乱した星を統一したのは、「白い宇宙卵」という宗教だった。これは、来るべきビッグクランチのときに、彼らの子孫が理想社会を完成させて、過去全ての死者をその理想社会に復活させてくれるという信仰である。この信仰ゆえに彼らは、銀河の知的種族はみな「白い宇宙卵」の実現に貢献するか、さもなくばそれを阻害する悪魔的存在であると見なす。また、死者は未来の理想社会に迎えられると考えるので、玉砕や安楽死は慈悲深い行為とされ、極刑は死刑ではなく、延命措置を伴った不断の拷問が科せられる。
山本弘はこの「神の正体は未来人である」という設定を独自に考案したが、後に浅利幸彦が1985年に著書『神の正体』で同様の説を展開（ただしノンフィクションとして）していたことを発見した。
メクハイブ
バイトン星系の惑星リックラッセに生息する機械生命体。ケイ素生物から独自の進化を遂げた。本来は有機生命体と生息地域を異にするため争うことはないはずだったが、古代銀河帝国と接触した後に有機生命体独特の思考を研究するためにサブシステムを使ったシミュレーションから、有機生命体の攻撃性を模したバーサーカーを生み出してしまう。メクハイブの呼称は小説版にのみ登場するもので、「Mechanical Hive Lives（機械的蜂の巣型生命体）」の略。これはメクハイブの各個体が自我を持たず、種族全体で一つの知性を構成するという特性をハチになぞらえたものである。
ゲーム版ではバーサーカーの起源を語るだけだが、小説版ではその工業力で対バーサーカー戦に貢献する。彼らの行動原理は、囚人のジレンマにおける「しっぺ返し戦略」に酷似した「四行原則」で表される。これは、初めて出会った相手とは必ず協調し、以後は相手が友好的である限り協調、相手が裏切って攻撃してきた場合は以後攻撃を選ぶというプログラムである。かつて古代帝国がメクハイブと交戦した経験から、ゴーディク人も敵と見なしていたが、ソードフィッシュの仲介によってゴーディク人を新規の接触者として受け入れるようになった。
惑星スラウレ
スタニスワフ・レムの『ソラリスの陽のもとに』のように、惑星全体を包む有機体の海それ自体が巨大な生命体であるという「生きている星」。ヨーン星系に属する。強力なテレパシーによる呼びかけに反応し、自らの体から着陸地点となる島や、自らの分身たる島の住人を生み出して話の相手をする。
小説版には登場しない。
メンターナ
銀河中心星域の複数の星系に伝わる、銀河全ての生命を生み出した存在。
その正体は、銀河の中心に位置するブラックホールに宿った超知性体。時間を超越した知覚と、量子結合により物質に干渉する能力を持ち、人間から見れば全知全能にも等しい力を持つ。しかし、彼（便宜上こう呼ぶ）の望みは、自分が交流するに足る自分以外の知性の誕生と発展であるため、30数億年前に生命の誕生を促した以外は極力干渉を避けている。
小説版では、生命の多様な発展を阻害するバーサーカーの出現に悩み、様々な事象を少しずつ調整して、ソードフィッシュがこの星域に現れてバーサーカーと戦うように仕向けた事実が明かされる。それに気付いたブレイドは、「地球圏への送還」を報酬とした雇用契約をメンターナに要求した。

## 移植版
| No. | タイトル       | 発売日         | 対応機種           | 開発元                       | 発売元         | メディア                          | 型式    | 備考 |
| --- | -------------- | -------------- | ------------------ | ---------------------------- | -------------- | --------------------------------- | ------- | ---- |
| 1   | サイバーナイト | 1992年10月30日 | スーパーファミコン | アドバンスコミュニケーション | トンキンハウス | 8メガビット+64キロRAMロムカセット | SHVC-CX |      |

スーパーファミコン版
1992年10月30日発売。開発はアドバンスコミュニケーションカンパニー。PCE版のベタ移植ではなく、若干のアレンジが施されている。主な変更点は以下のとおり。
- いくつかの新イベントが追加された。
- 敵キャラクターが追加された。
- 「コンバット」「メディック」「サイエンス」「メカニック」の4つに分かれていたレベルと経験点が一本化された。
- 一部のアイテムの名称が変更された（ナックルバスター→バスターナックルなど）。
- 一部のアイテムの入手場所が変更された。
- 一部の通常武器・オプション兵器が敵全体を攻撃できるようになった。これと同様に、一部の敵もパーティー全員を攻撃してくるようになった。
- ダメージタイプ（属性）に「スペシャル」が追加された。
- 再開機能がバッテリーバックアップのみとなり、パスワード方式が廃止された。
- 敵・味方・サブキャラを含め、殆どのキャラクターのデザインが変更された。

## スタッフ
PCエンジン版
- ゲーム・デザイン：水野良、グループSNE
- シナリオ：山本弘、グループSNE
- メカニック・デザイン：大河原邦男
- プログラム：POCHI NAKAMORI
- グラフィック：龍王院弘、JANUS寺本、DOT NO OHSAMA、氷樹むう
- ミュージック：迫田敏明、宮本昌知、塚本雅信、ATARASHI、DAVID、竹内啓史
- サウンド・エフェクト：塚本雅信
- サウンド・プログラム：広野隆行
- スペシャル・サンクス：KANTA、MAGNUM MATSU、TONY IWA、江馬龍一（えまりん）、CHIHARU、ASTINA MATSU、STRAWBERRY NORIKO、OUR COMMANDER
- スーパーバイザー：安田均、グループSNE
- ディレクター：みんみん宮田
- プロデューサー：浦井郁郎

スーパーファミコン版
- ゲーム・デザイン：水野良（グループSNE）
- シナリオ：山本弘（グループSNE）
- メカニック・デザイン：大河原邦男
- プログラマー：ATARIKI SHARIKI、BAKKON KATSUYA、BLUE THUNDER OF SHONAN、SISSY BOY
- グラフィック：VEGETA KIYOCHAN、A-YUKI
- サウンド：蓮谷通治、笠井治、JUNKO YOKOYAMA
- サンクス：SHEEN、斎藤誠
- ディレクション：METAL PINK、PLAGUE
- チーフ・ディレクター：松村よしや
- ディレクター：みんみん宮田
- テクニカル・ディレクター：WILD-OG
- スペシャル・サンクス：トンキンハウススタッフ、えまりん、MATYU、JUN N、NORIPIE、OUR COMMANDER
- スーパーバイザー：安田均（グループSNE）
- プロデューサー：浦井郁郎

## 評価
PCエンジン版
ゲーム誌『ファミコン通信』の「クロスレビュー」では合計30点（満40点）でシルバー殿堂入りを獲得、『月刊PCエンジン』では80・80・80・80・75の平均79点（満100点）、『マル勝PCエンジン』では8・7・9・8の合計32点（満40点）、『PC Engine FAN』の読者投票による「ゲーム通信簿」での評価は以下の通りとなっており、22.42点（満30点）となっている。また、この得点はPCエンジン全ソフトの中で133位（485本中、1993年時点）となっている。同雑誌1993年10月号特別付録の「PCエンジンオールカタログ'93」では、「剣と魔法のRPGには飽きてしまったという人にはお勧め」と紹介されている。
| 項目 | キャラクタ | 音楽 | 操作性 | 熱中度 | お買得度 | オリジナリティ | 総合  |
| 得点 | 3.82       | 3.62 | 3.63   | 3.84   | 3.58     | 3.92           | 22.42 |

スーパーファミコン版
- ゲーム誌『ファミコン通信』の「クロスレビュー」では合計23点（満40点）となっている[6]。

## 関連作品

### 小説版
本作品の背景世界を扱った小説が、ゲームのシナリオを担当した山本弘によって執筆された。この小説版は、ゲーム雑誌『マル勝PCエンジン』でソフトの発売に先駆けて発表されたもので、後に加筆され角川スニーカー文庫から出版されている。
ドキュメント 戦士たちの肖像
1990年10月刊行 ISBN 4044601038
小説版オリジナルのキャラクター、ランス・マカリスター記者が傭兵たちの活躍や兵器開発の現場を取材した記録という体裁をとっている。時間軸としてはゲーム本編より前で、本作品の終盤で語られるエピソードがゲームの冒頭に直結する。さらに背景世界の解説を通して、宇宙船の行方不明事故や異星人の遺跡などのエピソードが紹介され、これらの謎がゲーム本編や小説続刊の中で明かされるというくすぐりもある。イラストは佐藤典司、吉富昭仁。また、作者の山本弘自身もイラストの一部を担当している。
漂流・銀河中心星域
上巻 1991年8月刊行 ISBN 4044601046
下巻 1992年1月刊行 ISBN 4044601054
前述通り『ドキュメント 戦士達の肖像』に続けて執筆されたゲーム本編の小説化であるが、ゲーム版のストーリーを部分的に省略している。一方で、異星人の独特な思考や、古代文明のロストテクノロジーに関する描写など、SF考証のディテールは詳細に描写されている。イラストは吉富昭仁。